# Woodwalkers (Film)
Woodwalkers ist ein Fantasyfilm aus dem Jahr 2024 des Regisseurs Damian John Harper. Das Drehbuch von David Sandreuter basiert auf der gleichnamigen Romanreihe von Katja Brandis.

## Handlung
Carag sieht auf den ersten Blick aus wie ein ganz normaler Junge, allerdings ist er ein Woodwalker (Gestaltwandler), der sich als Mensch oder als Puma zeigen kann. Er wuchs in der Wildnis der Rocky Mountains auf und lebt mittlerweile bei einer menschlichen Pflegefamilie. 
An der Clearwater High, einem geheimen Internat für Woodwalker, fühlt er sich wie zu Hause. Dort lernt er mit seinen Kräften umzugehen und freundet sich mit dem Bison Brandon und dem Rothörnchen Holly an.
Einen Mentor findet Carag zunächst in dem Millionär und Schulsponsor Andrew Milling, der sich ebenfalls in einen Puma verwandeln kann. Gemeinsam durchleben Carag, Holly und Brandon einige Abenteuer und meistern Gefahren in der Welt der Woodwalkers.

## Produktion und Hintergrund
Die Dreharbeiten fanden an 36 Drehtagen vom 25. Juli bis zum 29. September 2023 in Bayern, Tirol, Südtirol und im Harz statt.
Der Film wurde von der Münchner blue eyes Fiction (Produzenten Carolin Dassel und Corinna Mehner) in Koproduktion mit der österreichischen Dor Film (Koproduzenten Danny Krausz und Lukas Zweng) und der Südtiroler Filmvergnuegen produziert. Den Vertrieb übernahm die Studiocanal, in Österreich die Constantin Film und in der Schweiz die Filmcoopi Zürich.
Die Kamera führte Peter-Joachim Krause, die Musik schrieb Anne-Kathrin Dern, die Montage verantwortete Stefan Essl und das Casting Emrah Ertem und Jacqueline Rietz. Den Ton gestaltete Hjalti Bager-Jonathansson, das Kostümbild Katharina Forcher, das Szenenbild Maximilian Lange  und das Maskenbild Kuno Schlegelmilch und Kordula Ullmann.
In der Verfilmung wird der Fokus mehr auf die Beziehung zwischen Carag und Andrew Milling gelegt als in den Büchern. Der erste Film behandelt ungefähr die Bücher 1–2, der zweite Film die Bücher 2–4 und der letzte Teil erzählt vom Tag der Rache. Aus Kostengründen musste der Schüleraustausch nach Costa Rica gestrichen werden.

## Veröffentlichung
Premiere war am 11. Oktober 2024 im Mathäser in München. Am 12. und 13. Oktober 2024 wurde der Film am Zurich Film Festival (ZFF) in der Sektion ZFF für Kinder vorgestellt.
In Deutschland und Österreich kam der Film am 24. Oktober 2024 in die Kinos. Ursprünglich war der Kinostart für den 21. November 2024 bzw. den 30. Januar 2025 geplant.
Ein zweiter Film soll Anfang 2026 und ein dritter Teil Anfang 2027 veröffentlicht werden.

## Soundtrack
1. Woodwalkers[17]
2. Last Night
3. Meeting Ms. Clearwater
4. Andrew Milling
5. First Lesson
6. Carag
7. Brandon
8. Holly
9. Following the Wolves
10. Mentor
11. Run Free
12. The Secret Council
13. Helping Brandon
14. Adopted Family
15. Mountain Top
16. Making New Friends
17. Lou
18. Milling’s Tragedy
19. Day of Reckoning
20. Moment of Truth
21. They’re Not Just Humans
22. Parting Ways
23. A New Adventure Begins

## Rezeption

### Kritiken
Chris Schinke meinte auf blickpunktfilm.de, dass der Auftakt der Trilogie erzählerisch zu überzeugen wisse. Das Abenteuer von Carag ziehe junge Zuschauer mit seiner zeitgemäßen Thematik und großem Einfühlungsvermögen für die Teenagersorgen unserer Tage in den Bann. Auf bildlicher Ebene hätte man noch etwas entschiedeneren Mut zu einer zum Träumen einladenden visuellen Gestaltung samt üppiger Szenerie und kreativen Einfälle gewünscht.
Julius Vietzen vergab auf filmstarts.de zwei von fünf Sternen. Regisseur Damian John Harper gelinge es nicht, eine ähnliche faszinierende und packende Einschulungs-Geschichte wie im Vorbild Harry Potter zu erzählen. So sei der erste Film der Reihe eher eine Enttäuschung. Mit einem gelungenen Finale reiße Damian John Harper dann aber zumindest auf der Zielgeraden noch mal einiges raus.
Oliver Armknecht bewertete den Film auf film-rezensionen.de mit drei von zehn Punkten. Das Setting sei schön, ansonsten sei die Adaption der Romanreihe aber ein Reinfall. Die Figurenzeichnung sei lausig, es fehle an Ideen, manches ergebe keinen Sinn. Auch bei der Umsetzung gebe es eklatante Mängel.

### Auszeichnungen und Nominierungen
Bayerischer Filmpreis 2024
- Auszeichnung in der Kategorie Family Entertainment (blue eyes Fiction)[20]

Deutscher Filmpreis 2025
- Nominierung in der Kategorie Bester Kinderfilm (Corinna Mehner, Carolin Dassel)[21]
- Nominierung in der Kategorie Beste visuelle Effekte (Max Riess, Sven Martin, Bernie Kimbacher)